# Saint-Bonnet-des-Bruyères
Saint-Bonnet-des-Bruyères är en kommun i departementet Rhône i regionen Auvergne-Rhône-Alpes i östra Frankrike. Kommunen ligger i kantonen Monsols som tillhör arrondissementet Villefranche-sur-Saône. År 2022 hade Saint-Bonnet-des-Bruyères 372 invånare.

## Befolkningsutveckling
Antalet invånare i kommunen Saint-Bonnet-des-Bruyères
| Referens: INSEE |